# Centro Andaluz de Teatro
El Centro Andaluz de Teatro (CAT) es un centro de producción teatral público de Andalucía, España, integrado en la Agencia Andaluza de Instituciones Culturales dependiente de la Consejería de Cultura de la Junta de Andalucía que tiene por objeto el desarrollo de un teatro contemporáneo y la transmisión de la cultura teatral andaluza. Mantiene anualmente producciones propias y coproducciones, una escuela de espectadores, grupos de investigación, desarrollo e innovación así como dos premios: el Premio Miguel Romero Esteo para dramaturgos andaluces y el Premio José Martín Recuerda de textos dramáticos. 

## Historia
El Centro fue creado en 1988 y ha estado dirigido por Roberto Quintana, Manuel Llanes, Juan Ruesga, Emilio Hernández y Francisco Ortuño Millán. En 2013, y tras tres años de inactividad, el Centro Andaluz de Teatro se refunda con una nueva gestión y con un consejo asesor compuesto por Rafael Torán (director de escena), Gracia Morales (dramaturga), Alfonso Zurro (director de escena y dramaturgo), Chus Cantero (actor), Isabel Ojeda (Universidad Internacional de Andalucía), Francisco Fernández (Instituto Andaluz de las Artes y las Letras), Lola Vargas (Centro de Documentación de las Artes Escénicas de Andalucía).